# 캄브리아기 기질 혁명

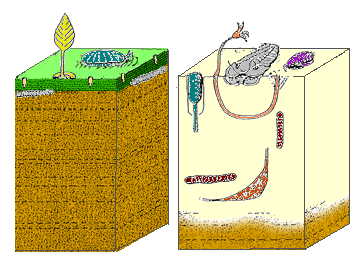
에디아카라기(왼쪽)과 캄브리아기(오른쪽)의 기질동물의 다양성 변화를 보여주는 그림

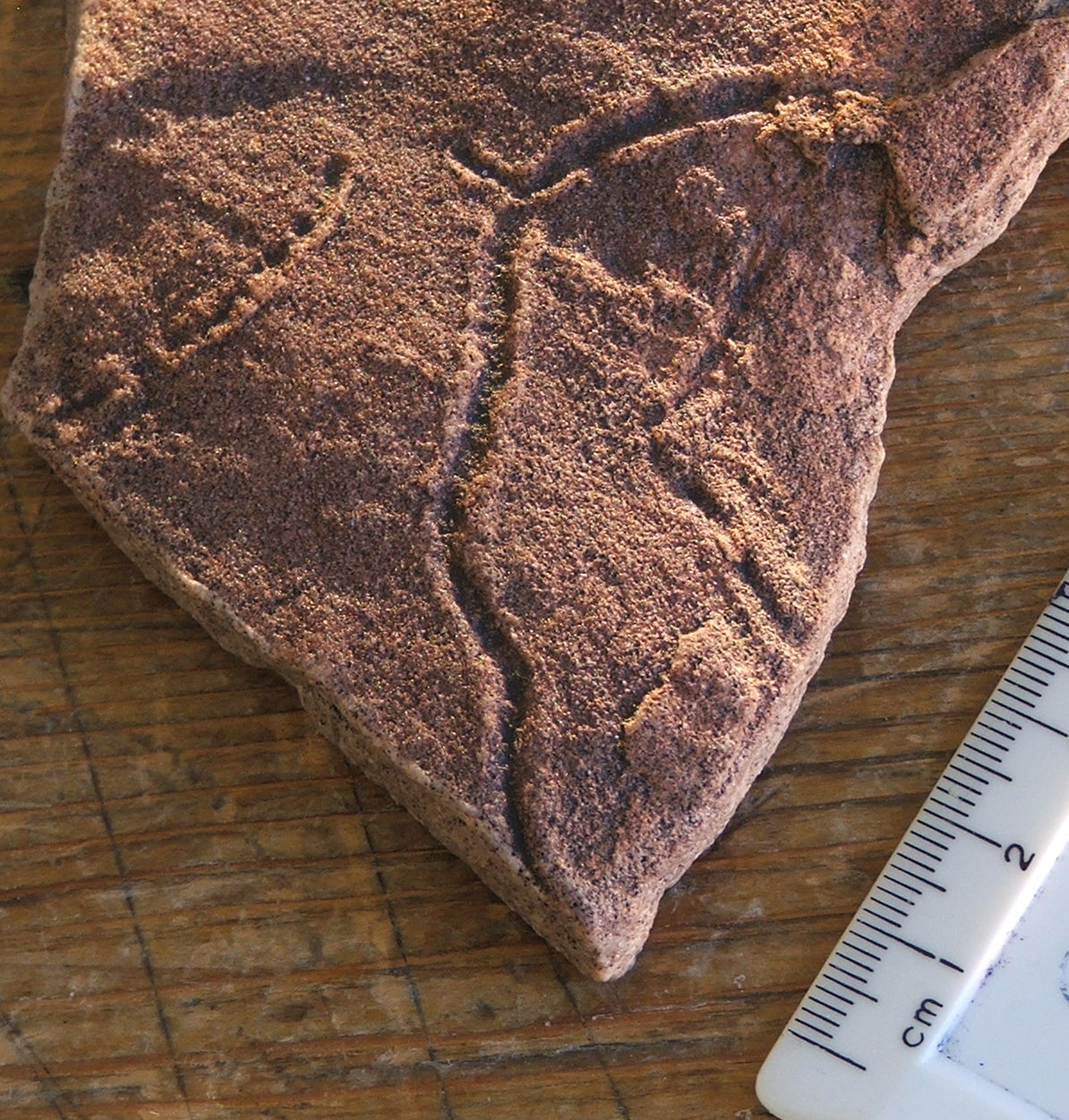
캄브리아기 이전의 생물이 기질을 한 흔적

캄브리아기 기질 혁명 혹은 캄브리아기 저층 혁명은 에디아카라기가 끝난 직후 초기 캄브리아기에서 급격하게 기질동물(땅을 파며 사는 생물)의 생물 다양성이 증가한 사건이다. 이 사건 이전(에디아카라기 말)에는 저서동물의 형태가 매트 위에 붙어 있는 것이 대부분이고 간혹 매트를 기어 다닐 수 있는 기관이 있는 형태도 있었으나 이 사건 이후로는 생물들이 굴을 파는 행동을 보이기 시작했다.

## 캄브리아기 이전의 기질활동
캄브리아기 기질 혁명 이전에도 기질활동은 있었다. 캄브리아기 기질 혁명은 에디아카라기 이후에 늘어난 기질동물의 생물 다양성 뿐 아니라 기질 방식의 변화도 설명한다. 기질 방식의 변화는 캄브리아기 이전에는 육식동물로부터 숨기 위해 매트 아래로 이동하는 정도에 그쳤지만 캄브리아기 이후로부터는 깊은 굴을 파고 땅 밑에서 생활하고 자유롭게 이동하는 등 더 진화된 기질활동을 할 수 있게 되었다.

## 기질활동의 장점
기질동물이 하는 기질활동의 장점으로는 해저에 가라앉은 미생물 더미를 섭취할 수 있다. 그래서 기질동물들은 미생물 잔해가 바다에서 생성되면 해저로 가라앉아 쌓이게 되는데 이것을 기질동물들이 미생물 사체를 먹어치우며 산다. 또 포식자로부터 자신을 보호할 수도 있고 해류에 의해 떠내려 나가지 않게 할 수도 있다.